# Familia Evans (Ibañez)

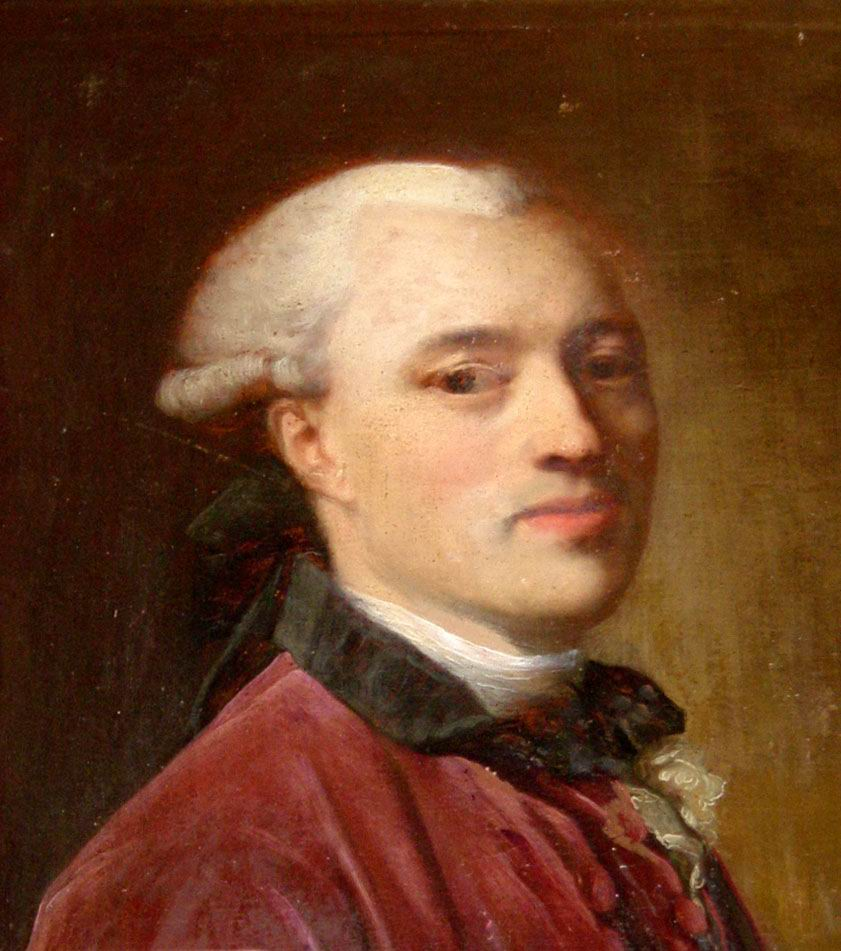
John Augustine Evans

La familia Evans tiene una larga evolución en Chile después de haber transliterado John Evans su apellido a Ibañez.

## Descendencia
- Lázaro Ibáñez Vizcarra[1]
- Juan José Ibáñez Vizcarra[1], b. Parroquia de Perquilauquén 1742.
- Casimiro Ibáñez Vizcarra[1] c.c. ¿? Vallejo.
- Juana Ibáñez Vizcarra[1] c.c. ¿? Vallejo.
- Luis Ibáñez Vizcarra[1].
- Feliciano Ibáñez Vizcarra[1].
- Victorino Ibáñez Vizcarra[1], natural de Perquilauquén; c. I° c.  Juana Barros Tapia [h. Pedro Barros Aránguiz y Margarita Tapia]; viudo, c. II° c. Eugenia González Castro [+ Linares 1784; h. Rafael González y Margarita González de Castro].

### Victorino Ibáñez Vizcarra
- Leonor Ibáñez Olivares[1] c.c. Francisco Ferrada y Muñoz [h. Manuel Ferrada de la Parra y Juana María Muñoz]. Descendencia está registrada en Francisco Ferrada y Muñoz.
- Matea Ibáñez Olivares[1].
- José Agustín Ibáñez Olivares[1] c.c. Felisa Ibáñez Ramos. Hijos registrados:
  - Ibáñez Ibáñez[1] c.c. ¿? Encina. Descendencia está registrada en ¿? Encina.
  - Francisco Ibáñez Ibáñez[1] c.c. María Nieves del Campo Leiva [h. Manuel del Campo y Vásquez y Nicolasa Leiva]. Hijos registrados:
    - Carlos Ibáñez del Campo[1], n. Linares 3 de noviembre de 1877, + Santiago 28 de abril de 1960; estudios en Escuela Militar; Comandante de la Escuela de Carabineros; Comandante General del Cuerpo de Carabineros 1924-1927; Director de la Escuela de Caballería; Ministro de Guerra 1925; Ministro del Interior 22 de febrero de 1927-8 de abril de 1927; Vicepresidente de la República de Chile 10 mayo-21 de julio de 1927; Presidente de la República de Chile 21 de julio de 1927 hasta que debe renunciar 26 de julio de 1931; abandona el país rumbo a Argentina el 27 de julio de 1931; Presidente de la República de Chile 3 de noviembre de 1952 al 3 de noviembre de 1958; c. I° c. Rosa Quiroz de Avila; c. II° Santiago 3 de diciembre de 1927 c. Graciela Letelier Velasco [h. Ricardo Letelier Silva y Margarita Velasco Urzúa]. Hijos:
    - Rosa Ibáñez Quiroz[1]  c.c. Osvaldo Koch Krefft [n. Santiago 30 de diciembre de 1896, + Santiago 15 de abril de 1963; h. Alberto Koch Bachmann y Friedericke Wilhelmine Auguste Krefft Raddatz]. Descendencia está registrada en Osvaldo Koch Krefft.
    - Margarita Ibáñez Letelier[1].
    - Ricardo Ibáñez Letelier[1].
    - Nieves Ibáñez Letelier[1].
    - Gloria Ibáñez Letelier[1].

  - Juan de la Cruz Ibáñez del Campo[1].
  - Berta María Ibáñez del Campo[1].
  - Javier Ibáñez del Campo[1].
  - Marta Ibáñez del Campo[1] , n. Curicó 1890; c.c. Enrique Grez Rodríguez [n. Curicó 1890; h. Enrique Grez Muñoz y Elena Rodríguez Velasco]. Descendencia está registrada en Enrique Grez Rodríguez.
- Ibáñez Ibáñez[1]  c.c. ¿? del Campo. Hijos registrados:
  - Armando Ibáñez del Campo[1] c.c. María Amanda Honorato. Hijos:
    - Sergio Ibáñez Honorato[1] c.c. Luisa Vidal. Hijos:
      - Sergio Ibáñez Vidal[1]
      - Alejandro Ibáñez Vidal[1].
      - Tatiana Ibáñez Vidal[1].
      - Sandra Ibáñez Vidal[1].

    - Armando Ibáñez Honorato[1] c.c. Mirna Barrientos. Hijos:
      - Armando Ibáñez Barrientos[1].
      - Iván Ibáñez Barrientos[1].
      - Alicia Ibáñez Barrientos[1].
      - Andrea Ibáñez Barrientos[1].
      - Soledad Ibáñez Barrientos[1].

    - Gabriel Ibáñez Honorato[1] c.c. María Gloria Gonzales. Hijos:
      - Gabriel Ibáñez Gonzales[1].
      - Carmen Gloria Ibáñez Gonzales[1].

    - María Amanda Ibáñez Honorato[1]  c.c. Hernán Sáez.

  - Agustín Ibáñez Olivares[1] , n. 1787, + 1899; c.c. Felisa Ibáñez Barros [n. 1791]. 
    - Clorindo Ibáñez Ibáñez[1]  c.c. Carmen Ibáñez. Hijos registrados:
      - Juan Agustín Ibáñez Ibáñez[1], n. c. 1873; citado como agricultor en 1896 y 1898; domiciliado en Vega Ancoa, Linares, en 1896; c. Oficina del Registro Civil de Linares 6 de enero de 1896❐ (RC Linares, p.1/N°1) c. Brígida Vásquez Ibáñez [n. c. 1859; h. Ignacio Vásquez y Dolores Ibáñez].  
        - Luis Alberto Ibáñez Vásquez[1], n. Vega de Ancoa, Linares, 1 de octubre de 1898❐ (RC Linares, p.33/N°64), + 1961; Médico; ▬ c.c. Marta Helena Cifuentes Toro [n. 1901, + 2002; h. Abdón Cifuentes Espinosa y María Toro]
          - Luis Abdón Ibáñez Cifuentes[1], n. 30 de diciembre de 1928❐; ▬ c. 30 de julio de 1955❐ c. Laura Elena Isabel Contreras Salas [n. 28 de febrero de 1931❐].
            - Luz Maria Ibañez Contreras. Casada con Anthony Dawes Martindale
              - Sara Dawes Ibáñez
              - Amanda Dawes Ibáñez
              - Emily Dawes Ibáñez

            - Luis Ibáñez Contreras Casaco con Carmen Jimena Uribe Cruz
              - Cristóbal Ignacio Ibáñez Uribe
              - Francisca Andrea Ibáñez Uribe

            - Juan Manuel Ibáñez Contreras casado con Evelyn del Pilar Carnot Catalán
              - María del Pilar Ibáñez Carnot
              - Juan Pablo Ibáñez Carnot
              - Sofía Belén Ibañez Carnot

          - Marta Brígida Ibáñez Cifuentes[1], n. 8 de agosto de 1931❐, + 2002; Arquitecto; ▬ c. I° 11 de marzo de 1955❐ c. Tito Rafael López Montiel [n. 11 de octubre de 1926❐; c. I° c. Edith Ivette Reiher Flores; h. Pedro Abel López Santana y Josefina Montiel Varas],   ▬ c.❐ II° c. José Quintela Roca [n. 30 de diciembre de 1937❐].
            - Mario Fernando López Ibañez, médico Casado con 1° Marianelly Liendo Pinto, médico, 2° Lucía Georgina DÁrdaillon Martin 3° Andrea Quiroz Reyes, enfermera.
              - Xaviera Constanza López Liendo

            - Patricia Verónica López Ibañez casada con Heinz Ludwig Junge Wenzel
              - Bárbara Catherina Junge López
              - Christian Junge López

            - Paula Quintela Ibáñez casada con Javier Gausachs Osorio
              - Antonia Gausachs Quintela
              - Leonor Gausachs Quintela

            - María José Quintela Ibáñez casada con Eduardo Reyes Suarez
              - Daniela Paz Reyes Quintela

### Julián Ibáñez Vizcarra
- Julián Ibañez Vizcarra . Casado con Manuela Vallejos Sáez
  - Julián Ibáñez Vallejos
  - Manuel Ibáñez Vallejos
  - Candelaria Ibáñez Vallejos
  - Francisca Ibáñez Vallejos

### Félix Ibáñez Vizcarra
- Félix Ibáñez Vizcarra casado con Vallejos De la Cerda

### Lázaro Ibáñez Vizcarra
- Lázaro Ibáñez Vizcarra casado con Margarita del Fuente Lagos 
  - María Tomasa Ibáñez de la Fuente
  - Lázaro Ibáñez de la Fuente
  - Juana Ibáñez de la Fuente

### Juan José Ibáñez Vizcarra
- Juan José Ibáñez Vizcarra Casado en 1° con María Rosa Guzmán en 2° con María Isabel Vallejos de la Cerda
  - José Manuel Ibáñez Vallejo

### María Isabel Ibáñez Vizcarra
- María Isabel Ibáñez Vizcarra casada con Matías Vallejos Sáez

### Juana Luisa Ibáñez Vizcarra
- Juana Luisa Ibáñez Vizcarra casad con Felipe Vallejos

### Feliciano Ibáñez Vizcarra
- Feliciano Ibáñez Vizcarra

### Pedro Angel Ibáñez
- Pedro Angel Ibáñez, casado con Elena Rosa Carreño